# Атала (повесть)
«Атала, или Любовь двух дикарей в пустыне» (фр. Atala, ou les Amours de deux sauvages dans le désert) — повесть французского писателя Франсуа Рене де Шатобриана, написанная в 1801 году. Также Атала — главная героиня этой повести.

## История создания
По замыслу автора «Атала» вместе с другой повестью — «Рене» — должны быть «иллюстрациями» к «Апологии христианства».
Шатобриан писал, что задумал «Аталу» еще до отъезда в Америку, но «смог осуществить своё намерение только после знакомства с природой и нравами коренных обитателей этого континента».
Форму повествования, с разбиением на пролог, рассказ и эпилог, с дроблением рассказа на части, Шатобриан избрал в подражание античным образцам, в том числе гомеровской «Илиаде». Содержанием же он полемизировал с современниками и предшественниками — Вольтером, Руссо.

## Сюжет
О любви индианки Аталы, дочери вождя племени маско́ги, и Шактаса — захваченого в плен юноши из враждебного племени. Мать крестила Аталу и воспитала её в христианской вере. Атала спасает Шактаса от смерти, устраивая побег. В конце повести она погибает: из-за нежелания нарушить обет целомудрия принимает яд. Шактас до последнего не знает об обете, и эта тайна мучает его.

## Художественные особенности
Чувства героев автор передаёт через описания природы. 
Характер Аталы написан в духе европейского романтизма — это скорее европейская девушка.
В образе христианского священника Обри Шатобриан даёт «просвещенческое» толкование, отрицая фанатизм: ведь героиня могла бы обратиться к епископу с просьбой избавить её от обета.

Шатобриан использует разнообразные языковые формы — от стилизации речи индейцев до лаконизма и точности. 
«Атала» прозвучала революционно именно потому, что в ней Шатобриан заменил классическую естественность французов совершенно на неё непохожей естественностью дикарей. Его «живописный стиль» ставил на первое место «объекты» чувств

## Влияние
В честь заглавной героини этой повести назван округ в штате Миссисипи. Также её именем назван астероид (152) Атала, открытый в 1875 году братьями Полем и Проспером Анри, а в честь другой героини повести, Келуты, назван астероид (186) Келута, открытый этими же астрономами в 1878 году. Сюжет повести послужил основой для нескольких живописных полотен.
Вслед за В. В. Сиповским Н. Я. Берковский не исключал возможности влияния сюжета «Аталы» на сюжет поэмы «Кавказский пленник» А. С. Пушкина, оговаривая, что «сюжет мог появиться у Пушкина и самостоятельно, в нём ведь ничего нет. Хотя Пушкин, конечно, превосходно всесторонне знал Шатобриана». Однако, А. Л. Бем считал иначе: «…не будь Байрона — литературное наследие Пушкина было бы иным <…>, не будь Шатобриана — наследие Пушкина осталось бы тем же»

## Переводы
Повесть «Атала» переведена на многие языки.
Первый перевод на русский сделан И. Мартыновым в 1803 году, издан в Смоленске. Позже, в 1891 году санкт-петербургское издательство «Семейная Библиотека» издало повесть в переводе В. Садикова.